# ناويا فوجي
ناويا فوجي (باليابانية: 藤 直也) (31 مايو 1993 في نيهاما في اليابان – )؛ هو لاعب كرة قدم ياباني سابق كان يلعب كلاعب وسط.

## وصلات خارجية
- ناويا فوجي على موقع رابطة كرة القدم اليابانية للمحترفين (اليابانية)
- ناويا فوجي على موقع قاعدة بيانات كرة القدم.إي يو (الإنجليزية)
- ناويا فوجي على موقع Soccerway.com (الإنجليزية)
- ناويا فوجي على موقع عالم كرة القدم.نت (الإنجليزية)